# Erythrobasidium
Erythrobasidium är ett släkte av svampar. Erythrobasidium ingår i ordningen Erythrobasidiales, klassen Cystobasidiomycetes, divisionen basidiesvampar och riket svampar.
|                 | Bannoa                                                                                     |
|                 |                                                                                            |
| Erythrobasidium | \| \| Erythrobasidium hasegawae \| \| \| \| \| \| Erythrobasidium hasegawianum \| \| \| \| |
|                 | \| \| Erythrobasidium hasegawae \| \| \| \| \| \| Erythrobasidium hasegawianum \| \| \| \| |
|                 | Erythrobasidium hasegawae                                                                  |
|                 |                                                                                            |
|                 | Erythrobasidium hasegawianum                                                               |
|                 |                                                                                            |

|  | Erythrobasidium hasegawae    |
|  |                              |
|  | Erythrobasidium hasegawianum |
|  |                              |